# Karl Housselle
Karl Housselle (* 12. Juni 1799 in Elbing, Pommern; † 18. März 1885 in Berlin) war ein deutscher Mediziner, praktischer Arzt und Medizinalbeamter. 
Der Sohn des Arztes Carl Ludwig Housselle studierte ab 1818 Medizin an den Universitäten Königsberg und Berlin, wo er 1822 mit der Dissertation „Descriptio duorum Craniorum rariorum e gente Puriana“ promovierte und 1823 das Staatsexamen ablegte. 
Zuerst war er praktischer Arzt in Elbing, ab 1845 Kreisphysikus und 1853–1854 Abgeordneter zur Preußischen ersten Kammer.
Im Juni 1854 wurde er zum Regierungs- und Medizinalrat in Stralsund ernannt, wo er dem Medizinischen Kränzchen beitrat und sich 1856 am Aufruf zur Gründung eines Kinderhospitals beteiligte. 1872 leitete er mit Schacht und Hager das Redaktionsbüro zum Pharmakopoea germanica. 1882 trat er in den Ruhestand.

## Berufungen
- April 1856: Geheimen Medizinalrat in das Ministerium der Feistlichen, Unterrichts- und Medizinal-angelegenheiten nach Berlin
- Direktor der Medizinischen Ober-Examinations-Kommission
- 1857: ordentliches Mitglied der Wissenschaftlichen Deputation für das Medizinalwesen
- 1861: Geheimer Ober-Medizinalrat
- 1863: Direktor des pharmazeutischen Studiums der Universität Berlin
- 1882: Wirklich Geheimer Ober-Medizinalrat